# Nahomys Acosta
Nahomys Acosta Batte (15 de mayo de 2001) es una deportista cubana que compite en judo. Ganó una medalla de bronce en los Juegos Panamericanos de 2019 y una medalla de bronce en el Campeonato Panamericano de Judo de 2020.

## Palmarés internacional
| Juegos Panamericanos    | Juegos Panamericanos | Juegos Panamericanos | Juegos Panamericanos |
| Año                     | Lugar                | Medalla              | Categoría            |
| ----------------------- | -------------------- | -------------------- | -------------------- |
| 2019                    | Lima (Perú)          | Medalla de bronce    | –52 kg               |
| Campeonato Panamericano |                      |                      |                      |
| Año                     | Lugar                | Medalla              | Categoría            |
| 2020                    | Guadalajara (México) | Medalla de bronce    | –52 kg               |